# Les Démocrates (Gabon)
Pour les articles homonymes, voir Les Démocrates.
Les Démocrates, abrégé en LD, est un parti politique gabonais fondé en 2017 par Guy Nzouba-Ndama, ancien président de l'Assemblée nationale de 1997 à 2016.

## Histoire
Les Démocrates est fondé le 11 mars 2017 par Guy Nzouba-Ndama, lors de son congrès fondateur tenu à Libreville. Il remplace l'Alliance pour le nouveau Gabon qui a notamment soutenu Jean Ping lors de l'élection présidentielle de 2016, le principal candidat de l'opposition. 

### Élections législatives de 2018
Le parti rejoint la Coalition pour la nouvelle République (CNR) de Jean Ping pour sa première participation électorale lors des élections législatives de 2018. Le parti remporte à l'issue du scrutin dix sièges sur 143 à l'Assemblée nationale, devenant la deuxième force politique à la chambre.

### Élection présidentielle de 2023
Le 11 mai 2023 l'un de ses principaux fondateurs et président d'honneur Séraphin Akure-Davain quitte et fait scission du parti afin de créer son propre parti « Les Démocrates libres » à quelques mois de l'élection présidentielle de 2023.

## Résultats électoraux

### Élections législatives
| Année | Premier tour | Premier tour | Premier tour | Second tour | Second tour | Second tour | Sièges   |
| Année | Voix         | %            | Rang         | Voix        | %           | Rang        | Sièges   |
| ----- | ------------ | ------------ | ------------ | ----------- | ----------- | ----------- | -------- |
| 2018  | —            | —            | 2e           | —           | —           | 2e          | 11 / 143 |

### Élections sénatoriales
| Année | Premier tour | Premier tour | Premier tour | Second tour | Second tour | Second tour | Sièges |
| Année | Voix         | %            | Rang         | Voix        | %           | Rang        | Sièges |
| ----- | ------------ | ------------ | ------------ | ----------- | ----------- | ----------- | ------ |
| 2021  | 131          | 5,88         | 2e           | 18          | 21,95       | 4 / 52      |        |